# Americký táta
Americký táta (v anglickém originále American Dad!) je americký animovaný seriál o rodince z Langley Falls. Seriál, premiérově vysílaný od roku 2005, stvořila podobná skupina lidí (v čele se Sethem MacFarlanem) jako nepříliš nepodobné příhody jiné americké rodiny, známé pod názvem Griffinovi; styl animace je stejný a osazenstvo je rovněž velmi podobného charakteru.
Impulzem pro stvoření dalšího seriálu, odlišného od původního projektu Family Guy byly neshody s pokračováním řady a (byť později zrušené) ukončení seriálu. Původně jej v USA vysílala stanice Fox, od roku 2014 ho vysílá stanice TBS. V České republice je vysílán od 14. prosince 2015 na Prima Comedy Central.

## Postavy
Hlavními postavami seriálu jsou Stan Smith (43) (Seth MacFarlane) radikální republikán, člen americké národní střelecké asociace, a zaměstnanec CIA mezi sousedy ho nikdo nemá rád jelikož je hlučný. Dále je mezi hlavními postavami Roger Smith (1600) (Seth MacFarlane), mimozemšťan, který žije v domě Smithů, protože zachránil Stana před smrtí. Roger je notorik, „feťák“, velmi rozmazlený, drzý, vychytralý a zlý. Jde si za svým, i kdyby to mělo někoho stát život (spousta lidí už zemřelo jenom kvůli tomu, co chtěl). Další hlavní postavou je Stanova žena Francine Smithová (41) (Wendy Schaal), typická americká „puťka“, často si z ní dělají legraci kvůli její nechápavosti a hlouposti, většinou nemá vlastní názor a přizbůsobí se (téměř) všemu. Poté je zde též syn Steve (14) (Scott Grimmes) jenž je klasický adolescent, často hraje počítačové hry s kamarády, či si povídají o sexu a o tom, která z dívek je hezčí, s Rogerem se často dostávají do prekerních situací. Pak je tu Hayley (18) (Rachel MacFarlane), feministka a „Hippiesačka“, kouří marihuanu a často se hádá kvůli politice a ekologii se svým otcem. Byla vdaná za Jeffa Fishera, nezodpovědného „hippiesáka“ což byl také důvod, proč se svým otcem pohádala, avšak často své feministické sklony „zahodí“ aby si sehnala přítele. A poslední hlavní postava Klaus (55) (Dee Bradley Baker) bývalý německý lyžař, kterému CIA sebrala mozek a dala ho do zlaté rybky a svěřily jí do rukou nejvěrnějšího člena CIA.